# Grozowoj
Grozowoj (ros. Грозовой) – rosyjski niszczyciel z początku XX wieku.

## Historia
Stępka okrętu została położona w 1900 r. w stoczni francuskiej firmy Société Nouvelle des Forges et Chantiers de la Méditerranée w Le Havre. Był on budowany w ramach programu okrętowego 1898 r. na potrzeby Dalekiego Wschodu. Spuszczono go na wodę 26 lutego 1902 r. Do 9 marca tego roku występował pod nazwą „Łosoś” (Лосось), po czym zmieniono ją na „Grozowoj”. W maju 1903 r. przybył do Port Artur, który stał się jego macierzystym portem. Wszedł w skład 1 Oddziału Torpedowców 1 Eskadry Oceanu Spokojnego. Następnie uczestniczył w obronie Port Artur podczas wojny rosyjsko-japońskiej. Jego dowódcą był w tym czasie por. Władimir W. Szelting. Okręt wykonywał zadania patrolowo-ochronne i rozpoznawcze. 9 marca 1904 r. wraz z innym okrętem odparł atak japońskich torpedowców na redę Port Artur. W maju-czerwcu aktywnie wspierał wojska rosyjskie walczące na obszarze dystryktu Jinzhou. Kilka razy starł się na morzu z japońskimi okrętami. Po jednej z takich potyczek został uszkodzony i musiał przejść niedługi remont. Po bitwie morskiej na Morzu Żółtym 28 lipca 1904 r. razem z krążownikiem „Diana” odłączył się w nocy od eskadry powracającej do Port Artur (i potem tam zniszczonej). Przedostał się następnie do Szanghaju, gdzie został internowany i rozbrojony przez Chińczyków. Dowodził nim wówczas por. Browcyn. Po zakończeniu wojny i zwolnieniu z internowania podporządkowano go 2 stycznia 1905 r. Flotylli Syberyjskiej. Nowym dowódcą został na krótko por. W. M. Łukin, po czym zastąpił go por.  Aleksandr A. Browcyn. W latach 1912–1913 przeszedł remont kapitalny połączony z przezbrojeniem. W lipcu 1916 r. przepłynął do nowego portu macierzystego, którym stał się Archangielsk, gdzie pod koniec listopada tego roku włączono go do Flotylli Północnego Oceanu Lodowatego. Podczas jednego z rejsów bojowych zatopił w rejonie Wyspy Charłow niemiecki okręt podwodny U-56. W lutym 1917 r. skierowano na remont kapitalny w Wielkiej Brytanii. Po rewolucji październikowej władze brytyjskie w listopadzie tego roku zarekwirowały go. Podczas wojny domowej w Rosji Brytyjczycy w maju 1918 r. przekazali go Białym Rosjanom. Na pocz. 1920 r. okręt zbiegł z Archangielska. Według części źródeł przepłynął do francuskiej Bizerty, zaś według innych do Wielkiej Brytanii. Wiadomo, że w latach 1923–1924 został przekazany na złom.